# 小行星2902
小行星2902（2902 Westerlund）是一颗围绕太阳公转的小行星。1980年3月16日，克拉斯-英格瓦·拉格爾科維斯特在拉西拉天文台发现了此天体。
該小行星以瑞典天文學家本特·維斯特盧命名。
这颗小行星的绝对星等为14.0等。